# The Paramounts
The Paramounts fueron una banda de rock inglesa formada en Essex. Tuvieron un exitoso sencillo, la versión de la canción "Poison Ivy", lanzado en 1963, el cual escaló al puesto #35 en las listas de éxitos del Reino Unido en 1964. El guitarrista Robin Trower inició una exitosa carrera como solista luego de abandonar la banda, mientras que el vocalista y pianista Gary Brooker formó la banda Procol Harum junto a Keith Reid.

## Músicos
- Robin Trower - guitarra
- Gary Brooker - piano, voz
- Chris Copping - bajo
- Mick Brownlee - batería
- Bob Scott - voz
- Diz Derrick - bajo
- B. J. Wilson - batería
- Phil Wainman - batería

## Discografía
- "Poison Ivy"/"I Feel Good All Over" (1963) Parlophone (R 5093) #35
- "Little Bitty Pretty One"/"A Certain Girl" (1964) Parlophone (R 5107)
- "I'm The One Who Loves You"/"It Won't Be Long" (1964) Parlophone (R 5155)
- "Bad Blood"/"Do I" (1964) Parlophone (R 5187)
- "Blue Ribbons"/"Cuttin' It" (1965) Parlophone (R 5272)
- "You Never Had It So Good"/"Don't Ya Like My Love" (1965) Parlophone (R 5351)

### EP
- The Paramounts (1964) Parlophone (GEP 8908)

### Compilados
- Whiter Shades of R&B (1983) Edsel (ED 112) - CD (1991) Edsel (ED CD 112)
- The Paramounts at Abbey Road 1963-1970 CD (1998) EMI (7243 496436 2 8)